# ملعب لاوس الوطني
ملعب لاوس الوطني هو ملعب متعدد الاستخدام يقع في فيينتيان عاصمة لاوس . غالبا ما تلعب عليه مباريات كرة القدم . يسع الملعب لجلوس 20 ألف متفرج . يعتبر الملعب الرسمي الذي يخوض فيه منتخب لاوس مبارياته الدولية .